# Nicole Fiorentino
Nicole Fiorentino est une bassiste et chanteuse américaine née le 7 avril 1979 à Ludlow dans le Massachusetts aux États-Unis.
Elle a joué dans plusieurs groupes de rock, notamment Veruca Salt et The Smashing Pumpkins.

## Biographie
Nicole Fiorentino se définit comme autodidacte. Elle a appris à jouer de la basse avec celle que son père lui a offert à Noël quand elle avait 14 ans, formant ensuite son tout premier groupe baptisé Sweet 16. Quand elle s'installe à Los Angeles en 2000, elle rejoint un groupe gothique new wave entièrement féminin, Radio Vago. Au bout de cinq ans, le groupe se sépare et Nicole Fiorentino intègre Veruca Salt, groupe originaire de Chicago, avec qui elle enregistre l'album IV sorti en 2006. La formation faisant une pause musicale en 2008, la bassiste s'en va accompagner sur scène le groupe Spinnerette, travaille avec Twilight Sleep, puis rejoint Light FM.
En novembre 2009, Light FM se produit lors d'un concert de charité à Chicago en première partie de Backwards Clock Society, groupe formé spécialement pour l'événement par Billy Corgan, le leader de The Smashing Pumpkins. Cinq mois plus tard, ce dernier recontacte Nicole Fiorentino pour lui demander de remplacer Ginger Reyes au sein des Smashing Pumpkins. Avec eux, elle joue sur scène et participe aux enregistrements des albums Teargarden by Kaleidyscope et Oceania.
En 2011, Nicole Fiorentino a avoué à Billy Corgan une anecdote assez incroyable. La musicienne, alors âgée de 31 ans, a révélé qu'elle était l'une des deux petites filles de la pochette du deuxième album des Pumpkins, Siamese Dream, sorti en 1993. Billy Corgan a déclaré qu'elle n'avait pas voulu en parler au départ de peur que cela lui porte préjudice au moment de son intégration dans le groupe,. Cette information a depuis été démentie, Nicole étant trop âgée au moment de la photographie.
Nicole Fiorentino ne fait plus partie des Smashing Pumpkins depuis 2014. Entre-temps elle a formé un nouveau projet musical rock avec la multi-instrumentiste Meghan Toohey (en), appelé The Cold and Lovely. Le groupe a sorti un album, The Cold and Lovely, en 2012 et un EP, Ellis Bell EP en 2013,.
En 2017, Nicole Fiorentino forme un nouveau groupe, Bizou, avec d'anciens membres de Light FM, Wax Idols et Tennis System. Qualifiant sa musique de "Beach Goth", la formation sort un premier single Call of the Wild en juillet 2018 et prépare un album.

## Influences musicales
Parmi les bassistes qui l'ont influencée, Nicole Fiorentino cite Simon Gallup, Melissa Auf der Maur, D'Arcy Wretzky, John McVie, Debbie Googe (bassiste de My Bloody Valentine), Jennifer Finch (L7), Kim Deal, Kim Gordon et Maureen Herman (Babes in Toyland).

## Vie privée
Nicole Fiorentino s'identifie comme lesbienne. Elle est mariée à sa partenaire dans le groupe The Cold and Lovely, Meghan Toohey (en).

## Source
- (en) Cet article est partiellement ou en totalité issu de l’article de Wikipédia en anglais intitulé « Nicole Fiorentino » (voir la liste des auteurs).